# Rock symfoniczny
Rock symfoniczny – podgatunek muzyki rockowej, polegający na wykorzystywaniu elementów muzyki poważnej i muzyki europejskiej do tworzenia utworów wielkich rozmiarów (często nazywanych suitami), w których pojawiały się motywy muzyki poważnej: pasaże, instrumenty orkiestrowe (np. kwartet smyczkowy).
Za prekursorów rocka symfonicznego uważa się grupę The Beatles, która jako pierwsza twórczo nawiązała do muzyki poważnej. Styl ten rozwijał się od końca lat 60. do końca lat 70. XX wieku. 
Niektórzy badacze nie odróżniają rocka symfonicznego od progresywnego.
Czołowi reprezentanci rocka symfonicznego to: Yes, Emerson, Lake and Palmer, Electric Light Orchestra, Genesis, The Moody Blues, Procol Harum, Barclay James Harvest, King Crimson, Muse, Nikołaj Noskow, Rick Wakeman, Mike Oldfield
W Polsce przez pewien czas w stylu rocka symfonicznego grali: Skaldowie (płyta Krywań, Krywań), Budka Suflera (suita Szalony koń z albumu Cień wielkiej góry), SBB (m.in. płyta Pamięć), Exodus i Riverside.